# Braunsia latisocreata
Braunsia latisocreata är en stekelart som beskrevs av Bhat och Gupta 1977. Braunsia latisocreata ingår i släktet Braunsia och familjen bracksteklar. Inga underarter finns listade.